# ミスター・バスケットボールUSA
ミスター・バスケットボールUSA（英語: Mr. Basketball USA、以前はESPN RISE National Player of the YearもしくはEA SPORTS National Player of the Year）は、Ballislife.comが選考する、アメリカ合衆国男子高校バスケットボール界の年間最優秀選手賞。 
1996年以前は1955年の選抜者であるウィルト・チェンバレンに遡って受賞者を遡及的承認、創設以来マクドナルドの全米ゲーム選考委員会のメンバーであるESPN highschool.comの副編集長でESPN highschool.comのランキング編集者であるダグ・ハフ、編集者のマーク・テニスとESPN highschool.comのシニア編集者のロニー・フローレスが共同で決定していた。1996年から2002年時はStudent Sportsで2003年から2009年まではEAスポーツ、2010年– 2012賞は2013年にHigh School Hardwood.comによって引き継がれるまで、ESPN HSによって決定され、2014年Student Sports.com   2015年Grassroot shoops、2016、2017、2018および2019はBallisLife.com   によって選出されていた。
ESPN HSがオンラインで投稿した情報によると「選考は高校の成績に基づいており、将来の大学やプロでの活躍の可能性ではなく、チームを州の選手権に導くなどを反映している。ESPN RISEは5年生の選手および年齢や学年がミスター・バスケットボールUSAまたはそのさまざまなオールアメリカンチームに不適格な選手は受賞はできない」とし、さらに、学年、ボランティア活動その他の行いバスケ外課外活動は基準に関係なくあくまで「フロアでのパフォーマンス」が選考対照である。
現在は最年末に投票用紙を備えた10人の専門家パネルでシーズンにわたるポーリングプロセスを通じて行われている。パネルにはマクドナルド全米選考委員会の5人のメンバーも含まれている。パネルは卒業クラスに関係なく年間最優秀候補者上位7人のリストについて毎週ポーリングされる。次に、投票は10ポイントのスコアリングシステムに変換され、1位の投票で10ポイント、2位の投票で9ポイント、7位の投票で4ポイントになっている。

## 歴代受賞者
G –ガード
CG –コンボガード
PG –ポイントガード
SG –シューティングガード
F –フォワード
PF –パワーフォワード
SF –スモールフォワード
C –センター
| 年度 | 選手                           | 所属高校                             | 所在地                                                            | 身長(フィート) | ポジション | カレッジ               | 入選者                                        |
| ---- | ------------------------------ | ------------------------------------ | ----------------------------------------------------------------- | -------------- | ---------- | ---------------------- | --------------------------------------------- |
| 1955 | ウィルト・チェンバレン         | オーバーブロック                     | ペンシルベニア州フィラデルフィア                                  | 7' 1"          | C          | カンザス大学           | オスカー・ロバートソン                        |
| 1956 | オスカー・ロバートソン         | クリスパス・アタックス               | インディアナ州インディアナポリス                                  | 6' 5"          | G          | シンシナティ大学       | コールマン・ケリー ジェリー・ウェスト         |
| 1957 | ジェリー・ルーカス             | ミドルタウン                         | オハイオ州ミドルタウン                                            | 6' 8"          | F          | —                      | トニー・ジャクソン                            |
| 1958 | ジェリー・ルーカス             | ミドルタウン                         | オハイオ州ミドルタウン                                            | 6' 8"          | F          | オハイオ州立大学       | ビル・マギー ウェイン・ハイタワー             |
| 1959 | ビル・ラフテリー               | セント・セシリア                     | ニュージャージー州カーニー                                        | 6' 5"          | F          | ラ・サール大学         | アート・ヘイマン                              |
| 1960 | コニー・ホーキンズ             | ボーイズ                             | ニューヨーク州ニューヨーク市ブルックリン区                        | 6' 9"          | C          | アイオワ大学           | —                                             |
| 1961 | ビル・ブラッドリー             | クリスタルシティ                     | ミズーリ州クリスタルシティ                                        | 6' 5"          | F          | プリンストン大学       | レジー・ハーディング ビリー・カニンガム       |
| 1962 | カジー・ラッセル               | カーヴァー                           | イリノイ州シカゴ                                                  | 6' 5"          | F          | ミシガン大学           | ジョン・オースティン ラリー・コンリー         |
| 1963 | エドガー・レイシー             | ジェファーソン                       | カリフォルニア州ロサンゼルス                                      | 6' 6"          | F          | UCLA                   | ルー・アルシンダー                            |
| 1964 | ルー・アルシンダー             | パワー・メモリアル                   | ニューヨーク州ニューヨーク市マンハッタン区                        | 7' 1"          | C          | —                      | ウェス・アンセルド                            |
| 1965 | ルー・アルシンダー             | パワー・メモリアル                   | ニューヨーク州ニューヨーク市マンハッタン区                        | 7' 1"          | C          | UCLA                   | —                                             |
| 1966 | カルヴィン・マーフィー         | ノーウォーク                         | コネチカット州ノーウォーク                                        | 5' 9"          | G          | ナイアガラ大学         | —                                             |
| 1967 | スペンサー・ヘイウッド         | パーシング                           | ミシガン州デトロイト                                              | 6' 9"          | F          | デトロイト大学         | ケン・デュレット ジム・マクダニエルズ         |
| 1968 | ポール・ウェストファル         | 航空高等学校                         | カリフォルニア州レドンドビーチ                                    | 6' 4"          | G          | USC                    | ラルフ・シンプソン                            |
| 1969 | ジョージ・マクギニス           | ワシントン                           | インディアナ州インディアナポリス                                  | 6' 8"          | F          | インディアナ大学       | ケヴィン・ジョイス                            |
| 1970 | トム・マクミラン               | マンスフィールド                     | ペンシルベニア州マンスフィールド                                  | 6' 11"         | C          | メリーランド大学       | ビル・ウォルトン ドワイト・ジョーンズ         |
| 1971 | モーリス・ルーカス             | シェンリー                           | ペンシルベニア州ピッツバーグ                                      | 6' 9"          | F          | マーケット大学         | レイモンド・ルイス ロスコー・ポンデクスター   |
| 1972 | クイン・バックナー             | ソーンリッジ                         | イリノイ州ドルトン                                                | 6' 3"          | G          | インディアナ大学       | アルヴァン・アダムス フィル・セラーズ         |
| 1973 | エイドリアン・ダントリー       | デマーサ                             | メリーランド州ヤッツビル                                          | 6' 6"          | F          | ノートルダム大学       | ケント・ベンソン トム・ラガルド               |
| 1974 | モーゼス・マローン             | ピーターズバーグ                     | バージニア州ピーターズバーグ                                      | 6' 11"         | C          | —                      | スキップ・ワイズ                              |
| 1975 | ビル・カートライト             | エルクグローブ                       | カリフォルニア州エルクグローブ                                    | 7' 1"          | C          | サンフランシスコ大学   | デビッド・グリーンウッド ダリル・ドーキンス   |
| 1976 | ダレル・グリフィス             | メール                               | ケンタッキー州ルイビル                                            | 6' 4"          | G          | ルイビル大学           | アルバート・キング                            |
| 1977 | アルバート・キング             | フォート・ハミルトン                 | ニューヨーク州ニューヨーク市ブルックリン区                        | 6' 6"          | F          | メリーランド大学       | マジック・ジョンソン ジーン・バンクス         |
| 1978 | マーク・アグワイア             | ウェスティングハウス                 | イリノイ州シカゴ                                                  | 6' 6"          | F          | デポール大学           | ドワイト・アンダーソン                        |
| 1979 | クラーク・ケロッグ             | セント・ジョセフ                     | オハイオ州クリーブランド                                          | 6' 7"          | F          | オハイオ州立大学       | アイザイア・トーマス ラルフ・サンプソン       |
| 1980 | ドック・リバース               | プロビゾ・イースト                   | イリノイ州メイウッド                                              | 6' 4"          | G          | マーケット大学         | パトリック・ユーイング アール・ジョーンズ     |
| 1981 | パトリック・ユーイング         | リンジ&ラテン                        | マサチューセッツ州ケンブリッジ                                    | 7' 1"          | C          | ジョージタウン大学     | —                                             |
| 1982 | ウェイマン・ティスデイル       | ワシントン                           | オクラホマ州タルサ                                                | 6' 9"          | F          | オクラホマ大学         | Billy Thompson                                |
| 1983 | レザー・ウィリアムズ           | ダンバー                             | メリーランド州ボルチモア                                          | 6' 7"          | SF         | ジョージタウン大学     | Dwayne Washington                             |
| 1984 | ジョン・ウィリアムズ           | クレンショー                         | カリフォルニア州ロサンゼルス                                      | 6' 9"          | SF         | ルイジアナ州立大学     | Danny Manning, Delray Brooks                  |
| 1985 | Danny・Ferry                   | デマーサ                             | メリーランド州ハイアッツビル                                      | 6' 10"         | F          | デューク大学           | Jeff Lebo                                     |
| 1986 | J. R.・Reid                    | ケンプスビル                         | バージニア州バージニアビーチ                                      | 6' 10"         | C          | ノースカロライナ大学   | Rex Chapman, Terry Mills                      |
| 1987 | Larry・Johnson                 | スカイライン                         | テキサス州ダラス                                                  | 6' 7"          | F          | ネバダ大学ラスベガス校 | Marcus Liberty                                |
| 1988 | アロンゾ・モーニング           | インディアンリバー                   | バージニア州チェサピーク                                          | 6' 10"         | C          | ジョージタウン大学     | Shawn Kemp, Billy Owens                       |
| 1989 | Kenny・Anderson                | アークビショップ・モロイ             | ニューヨーク州ニューヨーク市クイーンズ区                          | 6' 1"          | PG         | ジョージア工科大学     | —                                             |
| 1990 | Damon・Bailey                  | ノースローレンス                     | インディアナ州ベドフォード                                        | 6' 3"          | G          | インディアナ大学       | Ed O'Bannon                                   |
| 1991 | クリス・ウェバー               | カントリーデイ                       | ミシガン州ビバリーヒルズ                                          | 6' 10"         | C          | ミシガン大学           | Glenn Robinson                                |
| 1992 | ジェイソン・キッド             | セントジョセフ                       | カリフォルニア州アラメダ                                          | 6' 4"          | PG         | カリフォルニア大学     | Rodrick Rhodes                                |
| 1993 | ラシード・ウォーレス           | サイモン・グラーツ                   | ペンシルベニア州フィラデルフィア                                  | 6' 11"         | F          | ノースカロライナ大学   | Jerry Stackhouse, Randy Livingston            |
| 1994 | Felipe・López                  | ライス                               | ニューヨーク州ニューヨーク市マンハッタン区                        | 6' 5"          | SG         | セント・ジョンズ大学   | —                                             |
| 1995 | ケビン・ガーネット             | モールディン / ファラガット          | サウスカロライナ州モールディン / イリノイ州シカゴ                 | 6' 10"         | C          | —                      | Ron Mercer, Stephon Marbury                   |
| 1996 | Mike・Bibby                    | シャドーマウンテン                   | アリゾナ州フェニックス                                            | 6' 1"          | PG         | アリゾナ大学           | Kobe Bryant, Tim Thomas                       |
| 1997 | トレイシー・マグレディ         | オーバーンデール / マウントザイオン  | フロリダ州オーバーンデール / ノースカロライナ州ダーラム           | 6' 7"          | SF         | —                      | Lamar Odom                                    |
| 1998 | Rashard・Lewis                 | エルシク                             | テキサス州ヒューストン                                            | 6' 10"         | F          | —                      | Ronald Curry, JaRon Rush                      |
| 1999 | Jonathan・Bender               | ピカユーン                           | ミシシッピ州ピカユーン                                            | 6' 11"         | F          | —                      | Donnell Harvey                                |
| 2000 | ダリアス・マイルズ             | イーストセントルイス                 | イリノイ州イーストセントルイス                                    | 6' 9"          | F          | —                      | ザック・ランドルフ ジェラルド・ウォレス       |
| 2001 | デュワン・ワグナー             | カムデン                             | ニュージャージー州カムデン                                        | 6' 2"          | CG         | メンフィス大学         | タイソン・チャンドラー エディ・カリー         |
| 2002 | レブロン・ジェームズ           | セント・ビンセント＝セント・メアリー | オハイオ州アクロン                                                | 6' 8"          | G          | —                      | カーメロ・アンソニー                          |
| 2003 | レブロン・ジェームズ           | セント・ビンセント＝セント・メアリー | オハイオ州アクロン                                                | 6' 8"          | G          | —                      | —                                             |
| 2004 | セバスチャン・テルフェア       | リンカーン                           | ニューヨーク州ニューヨーク市ブルックリン区                        | 6' 1"          | PG         | —                      | ドワイト・ハワード                            |
| 2005 | モンタ・エリス                 | ラニアー                             | ミシシッピ州ジャクソン                                            | 6' 3"          | SG         | —                      | グレッグ・オデン                              |
| 2006 | グレッグ・オデン               | ローレンス・ノース                   | インディアナ州インディアナポリス                                  | 7' 1"          | C          | オハイオ州立大学       | ケビン・デュラント                            |
| 2007 | O・J・メイヨ                   | ハンティントン                       | ウェストバージニア州ハンティントン                                | 6' 5"          | G          | USC                    | ケビン・ラブ デリック・ローズ                 |
| 2008 | ブランドン・ジェニングス       | ドミンゲス / オークヒル・アカデミー  | カリフォルニア州コンプトン / バージニア州マウス・オブ・ウィルソン | 6' 1"          | PG         | —                      | サマルド・サミュエルズ                        |
| 2009 | デリック・フェイバーズ         | サウスアトランタ                     | ジョージア州アトランタ                                            | 6' 9"          | PF         | ジョージア工科大学     | デマーカス・カズンズ エイブリー・ブラッドリー |
| 2010 | ハリソン・バーンズ             | エイムズ                             | アイオワ州エイムズ                                                | 6' 7"          | SF         | ノースカロライナ大学   | ジャレッド・サリンジャー                      |
| 2011 | マイケル・キッド＝ギルクリスト | セントパトリック                     | ニュージャージー州エリザベス                                      | 6' 7"          | SF         | ケンタッキー大学       | オースティン・リバース ブラッドリー・ビール   |
| 2012 | シャバズ・ムハンマド           | ビショップ・ゴーマン                 | ネバダ州ラスベガス                                                | 6' 6"          | SF         | UCLA                   | ジャバリ・パーカー                            |
| 2013 | アンドリュー・ウィギンズ       | ヴォーン/ハンティントン              | オンタリオ州ヴォーン/ウェストバージニア州ハンティントン           | 6' 8"          | SF         | カンザス大学           | ジャバリ・パーカー                            |
| 2014 | クリフ・アレクサンダー         | キュリー                             | イリノイ州シカゴ                                                  | 6' 9"          | PF         | カンザス大学           | スタンリー・ジョンソン                        |
| 2015 | ベン・シモンズ                 | モントベルデ                         | フロリダ州モントベルデ                                            | 6' 10"         | PF         | LSU                    | ジェイレン・ブラウン                          |
| 2016 | ロンゾ・ボール                 | チノヒルズ                           | カリフォルニア州チノヒルズ                                        | 6' 6"          | PG         | UCLA                   | ジョシュ・ジャクソン                          |
| 2017 | マイケル・ポーター・ジュニア   | ネイサン・ヘイル                     | ワシントン州シアトル                                              | 6' 10"         | SF         | ミズーリ大学           | ディアンドレ・エイトン                        |
| 2018 | RJ・バレット                   | モントベルデ                         | フロリダ州モントベルデ                                            | 6' 7"          | SG         | デューク大学           | ザイオン・ウィリアムソン                      |
| 2019 | アイザイア・スチュワート       | ラ・リュミエール                     | インディアナ州ラポート                                            | 6' 9"          | PF         | ワシントン大学         | コール・アンソニー                            |
| 2020 | ケイド・カニングハム           | モントベルデ                         | フロリダ州モントベルデ                                            | 6' 7"          | PG         | オクラホマ州立大学     | エバン・モーブリー, ジェイレン・グリーン      |
| 2021 | チェット・ホルムグレン         | ミネハハ                             | ミネソタ州ミネアポリス                                            | 7' 0"          | C          | ゴンザガ大学           | ジャバリ・スミスJr.                           |

参照: